# Ben Hur (minissérie)
Ben Hur é uma minissérie de TV que foi ao ar em 2010. Baseada no romance de Lew Wallace de 1880, Ben-Hur: Um Conto de Cristo, a série foi produzida pelo Alchemy Television Group em associação com a Drimtim Entertainment e a Muse Entertainment em Montreal. Foi ao ar na rede CBC do Canadá em 4 de abril de 2010, e no final de 2010 na ABC nos Estados Unidos.
Ben-Hur foi dirigido por Steve Shill, e estrela Kristin Kreuk, Ray Winstone, Art Malik, Hugh Bonneville e Joseph Morgan como Judah Ben-Hur. O filme foi escrito por Alan Sharp.

## Elenco
Em ordem de créditos:
- Joseph Morgan como Judah Ben-Hur/Sextus Arrius, um rico comerciante de Jerusalém
- Stephen Campbell Moore como Octavius Messala, um oficial romano
- Emily VanCamp como Esther, noiva de Ben Hur
- Kristin Kreuk como Tirzah, irmã de Ben Hur
- Simón Andreu como Simonides, pai de Esther
- Hugh Bonneville como Pôncio Pilatos, governador da Judeia
- James Faulkner como Marcellus Agrippa, pai de Messala
- Alex Kingston como Ruth, mãe de Ben Hur
- Art Malik como Sheik Ilderim, um rico beduíno
- Marc Warren como David Ben Levi, superintendente de Ben Hur
- Lucía Jiménez como Athene, uma cortesã grega
- Miguel Ángel Muñoz como Antegua, um escravo da cozinha
- Ray Winstone como Quintus Arrius, um almirante romano
- Ben Cross como Imperador Tibério
- Kris Holden-Ried como Gaius Antonius, um oficial romano
- Michael Nardone como Hortator (mestre dos escravos das galés)
- Julian Casey como Jesus Cristo
- Eugene Simon como o jovem Ben Hur
- Toby Marlow como jovem Messala
- Daniella Ereny como jovem Tirzah